# Лукаш Олена Леонідівна
Оле́на Леоні́дівна Лу́каш (нар. 12 листопада 1976, Рибниця, Молдавська РСР, СРСР) — проросійський політик з України, юрист. Міністр юстиції України (з 4 липня 2013 — 27 лютого 2014 року) в другому уряді Миколи Азарова. Заслужений юрист України. Кандидат юридичних наук. Державний службовець другого рангу. Міністр Кабінету Міністрів України (2012—2013), перша жінка на цій посаді. Колишній член Партії регіонів. У 2014—2018 роках перебувала під санкціями Європейського Союзу. Фігурантка бази даних центру «Миротворець», була внесена за антиукраїнську пропаганду і замах на суверенітет і територіальну цілісність України. З 2018 року — ведуча «Суб'єктивних підсумків» на проросійському телеканалі «NewsOne», який пов'язують з кумом президента РФ Володимира Путіна і проросійським політиком Віктором Медведчуком.

## Життєпис
Виросла в Сєвєродонецьку, де жила з 1977 по 1995 роки.

### Освіта
- Сєвєродонецьке ВПТУ № 92[2][3]
- 1996 — вступила на юридичний факультет київського приватного Університету «КРОК».
- 1997 — переводиться на другий курс юридичного факультету Академії праці та соціальних відносин Федерації професійних спілок України, яку закінчила в 2000 році отримавши спеціальність «Правознавство», юрист.

### Кар'єра
Народний депутат 6-го скликання з листопада 2007 до березня 2010 від Партії регіонів, № 27 в списку. На час виборів: перший заступник Міністра Кабінету Міністрів України — начальник Управління правового забезпечення, член Партії регіонів. Член фракції Партії регіонів (з листопада 2007). Секретар Комітету з питань правової політики (з грудня 2007). Склала депутатські повноваження 12 березня 2010.
Народний депутат України 5-го скликання з квітня 2006 до січня 2007 від Партії регіонів, № 26 в списку. На час виборів: адвокат, безпартійна. Член фракції Партії регіонів (з травня 2006). Голова підкомітету з питань судоустрою та статусу суддів Комітету з питань правосуддя (з липня 2006). Склала депутатські повноваження 11 січня 2007.
- травень 2000 — серпень 2001 — юрист
- вересень 2001 — грудень 2003 — директор ТОВ «Агентство „Іменем Закону“».
- березень 2004 — червень 2005 — старший викладач Української академії зовнішньої торгівлі.
- червень 2005 — листопад 2005 — юрист ТОВ «Юридичне агентство „Лібера“».
- листопад 2006 — листопад 2007 — перший заступник Міністра Кабінету Міністрів України — начальник Управління правового забезпечення.

У квітні 2001 — отримала свідоцтво на право заняття адвокатською діяльністю.
Листопад — грудень 2004 — учасниця розгляду в Верховному Суді України скарги про визнання недійсними результатів виборів Президента України (представляла інтереси Віктора Януковича).
Членки правління ВМГО «Союз молоді регіонів України» (з червня 2005).
З 4 березня 2010 по 5 квітня 2011 — Перший заступник Глави Адміністрації Президента України — Представник Президента України у Конституційному Суді України.
Квітень 2011 — грудень 2012 — радник Президента України — Представник Президента України у Конституційному Суді України.
24 грудня 2012 року призначена Міністром Кабінету Міністрів України.
4 липня 2013 року Президент України своїм указом призначив Олену Лукаш Міністром юстиції України, звільнивши її з посади Міністра Кабінету Міністрів України.
З 28 січня — 27 лютого 2014 — в. о. Міністра юстиції України.

## Блокування рахунків

Країни, де Лукаш під санкціями

В кінці лютого 2014 року після вичерпних пояснень стосовно кожної особи в поданні українського уряду, Австрія, Швейцарія та Ліхтенштейн заблокували рахунки двом десяткам колишніх урядовців та наближених до екс-президента Януковича, серед них і Олені Лукаш, за підозрою в причетності цих осіб до порушення прав людини під час протестів в Україні, а також у корупції та відмиванні грошей.
5 березня 2014 року Рада Європейського Союзу ухвалила рішення, згідно з яким рахунки окремих високопосадовців часів президентства Януковича, включаючи Олену Лукаш, в країнах ЄС були заблоковані.
Апеляційний суд Києва 5 жовтня 2016 року визнав інформацію ГПУ, подану до Ради ЄС, недостовірною і зобов'язав прокуратуру повідомити про це Раду ЄС.
5 березня 2018 року Рада ЄС виключила Лукаш із санкційного списку.

## Кримінальні справи проти Олени Лукаш
28 лютого 2014 року Генеральна прокуратура України скерувала запит до Міністерства внутрішніх справ та Служби безпеки України з вимогою негайно затримати осіб, які причетні до масових вбивств активістів у центрі міста Києва в період з 18 по 22 лютого 2014 року, в тому списку і колишній міністр юстиції Олена Лукаш. За інформацією Еспресо TV, під час подій Євромайдану зникла з України і переховувалася від слідства. За інформацією речника СБУ, Олена Лукаш переховувалась на території приватного маєтку в Києві, і не виходила на контакт зі слідством. Однак адвокат Олени Лукаш — Юрій Іващенко — заявив, що вона постійно співпрацювала зі слідством і неодноразово надавала слідчому свої пояснення.
10 вересня 2015 року Служба безпеки України оголосила Лукаш у розшук, підозрюючи її у вчиненні злочину, передбаченого ч.5 ст.191 Кримінального кодексу (привласнення, розтрата або заволодіння майном шляхом зловживання службовим становищем). Слідство вважало, що Олена Лукаш, зловживаючи обов'язками міністра юстиції, за змовою з іншими працівниками Мін'юсту фактично штучно провела тендерні процедури з метою реалізації загальнодержавної програми адаптації законодавства України до законодавства ЄС. У процесі реалізації цієї програми, як стверджує прокуратура, вона заволоділа державними коштами у розмірі більше 2,5 млн гривень.
5 листопада 2015 року прокурор ГПУ Владислав Куценко повідомив під час прес-конференції в СБУ, що Олена Лукаш повернулася в Україну, і була затримана в Києві.
6 листопада Печерський районний суд Києва обрав Олені Лукаш запобіжний захід у вигляді 2-місячного утримання під вартою з альтернативою звільнення під заставу 5,1 млн гривень. Застава була внесена президентом компанії «Смарт-Холдинг» та депутатом Верховної Ради Вадимом Новинським.
20 листопада 2017 року Генеральний прокурор України Юрій Луценко заявив, що його заступниця Анжела Стрижевська не погоджує повідомлення про підозру Олені Лукаш через брак зібраних доказів. Також повідомлення про підозру не було підписане іншим заступником генпрокурора Юрієм Столярчуком.
13 березня 2018 року Луценко заявив, що слідство на той момент не знайшло доказів вини Олени Лукаш.
Лукаш також інкримінується заволодіння бюджетними коштами у особливо великих розмірах. Зокрема, виділені Міністерством юстиції гроші на закупівлю послуг для адаптації законів України до законодавства ЄС. За даними генпрокуратури, Олена таким чином привласнила 2,5 млн грн.

## Державні нагороди
- Заслужений юрист України (7 жовтня 2010) — за вагомий особистий внесок у реалізацію державної правової політики, зміцнення законності та правопорядку, високий професіоналізм у захисті конституційних прав і свобод громадян[31]

## Сім'я
- Мати, Любов Василівна (1948) — пенсіонер;
- Чоловік, Ілляшов Григорій Олексійович (1965) — колишній голова Служби зовнішньої розвідки України[32].
- Сестра, Лукаш Тетяна Леонідівна (1979) — з 01.06.2007 член ЦВК, з червня 2007 секретар ЦВК[33][34].

Має двох дітей.